# Le Dossier Jason Fly
Le Dossier Jason Fly est le sixième album de la saga de bande-dessinée XIII de William Vance et Jean Van Hamme.

## Résumé
Alors que XIII arrive dans la petite ville de Greenfalls pour y creuser le passé de ce Jason Fly qu’il est censé être, Jones se refait une santé à la suite de sa blessure au ventre. Elle est agressée par deux personnes à la recherche de XIII mais parvient à s’échapper. On découvre peu après que ces hommes sont à la solde de la Mangouste…
XIII, de son côté, fait la connaissance de Dave Rigby, le directeur du journal local où Jonathan Fly, le père de Jason, a travaillé jusqu’à sa mort.
Se faisant passer pour un écrivain, XIII se met à fouiller dans les archives du journal et fait la connaissance de Zacharias Hattaway, l’ancien propriétaire. Celui-ci, âgé et devenu aveugle, semble reconnaître immédiatement la voix de Jason Fly en celle de XIII. Leur discussion est rapidement interrompue par le shérif Quinn. Ce dernier semble proche de Dwight Rigby, père de Dave et gros propriétaire local ainsi que de Murdoch, le gérant de l’hôtel dans lequel séjourne XIII.
XIII part faire une randonnée en montagne avec Judith Warner, la pharmacienne du coin qui côtoie Dave Rigby et son père. Alors que XIII est absent de sa chambre d’hôtel, l’homme de main de la Mangouste, arrivé à Greenfalls avec celui-ci, pose une bombe dans la chambre. Contrairement à ses attentes, c’est le gérant parti fouiller la chambre qui déclenche la bombe.
L’explosion entraîne une avalanche dans laquelle se retrouve ensevelie Jones qui, inquiète de ne pas avoir de nouvelles de XIII, était partie à sa rencontre.
Sauvée par l’adjoint du shérif et soignée dans la clinique du Docteur Robertson, un « ami » de Dwight Rigby, Jones s’en sort plutôt bien. Elle croise Zacharias dans une des chambres de la clinique, à demi-conscient, il marmonne quelques mots qui semblent mettre Jason en garde sur quelque chose.
Kern, l’homme de main de la Mangouste débarque et tue le Docteur mais Jones parvient à le tuer à son tour au moment où Dave Rigby arrive pour l’interviewer. Il lui apprend que XIII a été arrêté par le shérif convaincu que c’est lui qui a posé la bombe responsable de la mort de son ami Murdoch, le gérant de l’hôtel.
Au même moment, la Mangouste (alias Capitaine Curtis des Services fédéraux) rencontre Dwight Rigby et le shérif qui ont découvert que XIII cherche des renseignements sur Fly. Il leur propose son association.
Jones envoie Dave chercher le shérif et en profite pour aller délivrer XIII… Mais la partie de chasse de la bande de Rigby avec la Mangouste est officiellement ouverte.

## Accueil par la critique
Selon un article du Matin, le découpage est « rigoureux », le scénario est « béton, quoique truffé des poncifs du genre », mais l'album manque d'originalité. Le trait de Vance est « efficace mais manque parfois de mouvement »
Patrick Gréé des Cahiers de la BD déplore une bande dessinée où « rien ne coince » utilisant « tous les clichés à introduire dans une BD pour qu'elle fonctionne » et servie par un dessin au « réalisme figé » ; Jean Van Hamme rétorque : « J'adore. Voilà que Vance et moi, on se fait engueuler parce que notre BD est trop bien foutue. Autrement dit, on nous reproche de faire jouir le client sans qu'il sache très bien comment et par où il se fait baiser. (...) Tous les auteurs, surtout ceux qui ne l'admettent pas, sont des putes qui ne rêvent que d'attirer un maximum de lecteurs. (...) ».